# 中華民國—黎巴嫩關係
中華民國與黎巴嫩共和國於1954—1971年有正式外交關係，斷交後，目前沒有在對方首都互設具大使館功能的代表機構。對黎巴嫩的相關事務由駐約旦臺北經濟文化辦事處兼轄。

## 政治

### 外交

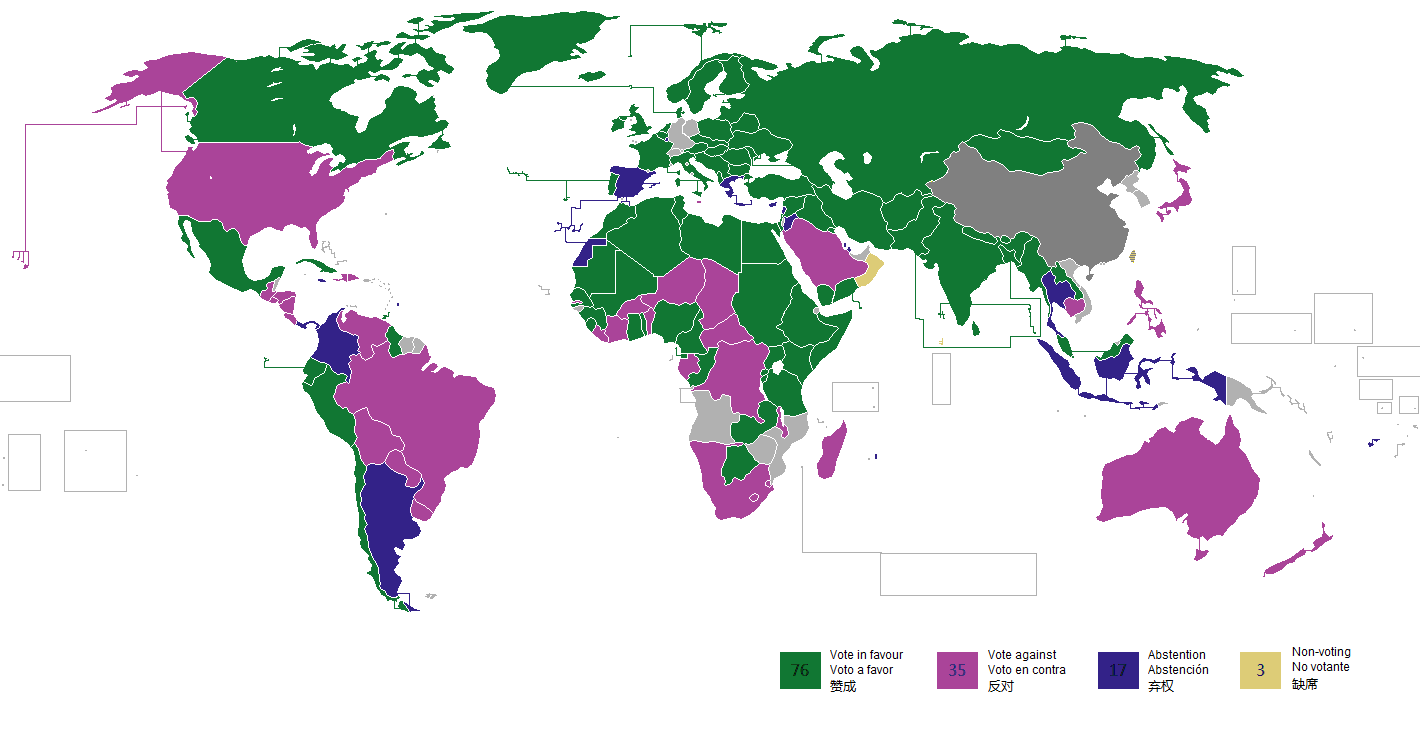
藍色國家表示在1971年的投票中對於中華民國續留聯合國一案棄權，即《聯合國大會2758號決議》，其中包括黎巴嫩。

1954年11月11日，兩國建立公使級外交關係。於首都貝魯特設立中華民國駐黎巴嫩共和國公使館，並派駐公使。
1957年10月19日，升格為大使級外交關係，公使館升格为中華民國駐黎巴嫩共和國大使館，並派駐大使。
1958年，黎巴嫩派駐中華民國公使。1962年，改派駐大使。皆由駐日本大使兼任。
1971年10月25日，黎巴嫩對於中華民國續留聯合國採棄權態度，即《聯合國大會2758號決議》。
1971年11月9日，黎巴嫩与中华民国断交。
1998年2月，中華民國副總統連戰前往黎巴嫩訪問。

## 經濟

### 貿易
1973年6月，中華民國經濟部於首都贝鲁特設立遠東貿易服務中心駐黎巴嫩辦事處，1978年9月，因該國戰亂而關閉。1987年，改以中華民國對外貿易發展協會（外貿協會）於貝魯特續設遠東貿易服務中心駐黎巴嫩辦事處，再因該國戰亂而關閉。
| 年分 | 貿易總額   | 貿易總額 | 貿易總額 | 出口至黎巴嫩 | 出口至黎巴嫩 | 出口至黎巴嫩 | 自黎巴嫩進口 | 自黎巴嫩進口 | 自黎巴嫩進口 | 順逆差 |
| 年分 | 金額       | 年增減   | 排名     | 金額         | 年增減       | 排名         | 金額         | 年增減       | 排名         | 順逆差 |
| ---- | ---------- | -------- | -------- | ------------ | ------------ | ------------ | ------------ | ------------ | ------------ | ------ |
| 2017 | 95,588,449 | ▲12.9%   | 91       | 91,424,187   | ▲11.1%       | 76           | 4,164,262    | ▲74.8%       | 130          | 順差▲  |
| 2018 | 87,494,608 | ▼8.5%    | 91       | 82,607,891   | ▼9.6%        | 78           | 4,886,717    | ▲17.3%       | 128          | 順差▼  |
| 2019 | 65,789,674 | ▼24.8%   | 92       | 63,247,530   | ▼23.4%       | 81           | 2,542,144    | ▼48.0%       | 138          | 順差▼  |
| 2020 | 27,522,130 | ▼58.2%   | 117      | 24,494,093   | ▼61.3%       | 99           | 3,028,037    | ▲19.1%       | 132          | 順差▼  |
| 2021 | 32,628,126 | ▲18.6%   | 116      | 29,520,598   | ▲20.5%       | 96           | 3,107,528    | ▲2.6%        | 134          | 順差▲  |
| 2022 | 47,636,959 | ▲46.0%   | 111      | 45,233,291   | ▲53.2%       | 94           | 2,403,668    | ▼22.7%       | 139          | 順差▲  |
| 2023 | 47,581,799 | ▼0.1%    | 104      | 42,824,461   | ▼5.3%        | 89           | 4,757,338    | ▲97.9%       | 123          | 順差▼  |
| 2024 | 48,467,924 | ▲1.9%    | 103      | 44,937,382   | ▲4.9%        | 85           | 3,530,542    | ▼25.8%       | 132          | 順差▲  |

2023年的兩國貿易項目如下：
出口至黎巴嫩的前10大項目為：苯乙烯之聚合物；不鏽鋼扁軋製品；機動車輛所用之零件與附件；空氣泵或真空泵、空氣或其他氣體压缩机與风扇；稻米；新橡膠氣胎；小客車與其他主要設計供載客之機動車輛；其他塑料製品與特定材料制成品；自動資料處理機、磁性或光學閱讀機；電話機（包括智能手机），以及其他傳輸或接收聲音、圖像之有線或无线网络通訊器具等。
自黎巴嫩進口的前10大項目為：铜廢料與碎屑；示波器、频谱分析仪與其他供計量或檢查電量之儀器與器具，供計量或偵測X光、阿爾法、貝他、伽馬放射線、宇宙或其他離子輻射線用之儀器與器具；電話機（包括智能手机），以及其他傳輸或接收聲音、圖像之有線或无线网络通訊器具；烟叶；鮮葡萄酒、葡萄醪；女用或女童用服飾；機動車輛所用之零件與附件；機器、用具、儀器或器具之零件與附件；絕緣電線、電纜與其他絕緣電導體；塑膠廢料等。

### 投資
根據中華民國經濟部投資審議司統計，截至2023年6月，臺商赴黎巴嫩總投資金額約110萬美元，計有2件；黎巴嫩赴臺灣總投資金額約15.5萬美元，計有4件。

### 交流
1992年12月、1994年7月，贝鲁特工商會秘書長、會長分別抵臺訪問。
2004年9月，駐約旦臺北經濟文化辦事處經濟組長前往黎巴嫩，會見經濟暨貿易部次长。
2009年2月，中華民國常駐世界貿易組織代表團派員出席由世界贸易组织（WTO）舉辦之黎巴嫩入會案，臺灣與黎巴嫩舉行第2次雙邊諮商與相關會議。
2010年11月，睽違7年之後，外貿協會帶領由22家廠商組成的貿易訪問團造訪黎巴嫩，在首都貝魯特舉行貿易洽談會。
2011年10月，外貿協會帶領由24家廠商組成的中東貿易訪問團再次於貝魯特舉行貿易洽談會。
目前中華民國在黎巴嫩沒有駐外單位，雙邊貿易額也不高，還有很大開拓空間。廠商要取得黎巴嫩簽證相當困難，外貿協會自2010年起連續兩年帶領廠商進入黎巴嫩市場，都是由外貿協會駐杜拜主任前往協助辦理簽證，透過與黎巴嫩商會合作，成功辦理貿易洽談會及參訪活動。

### 遠東貿易服務中心主任（1973－1978年）
| 姓名   | 任命          | 到任         | 免職          | 備註  |
| ------ | ------------- | ------------ | ------------- | ----- |
| 石承仁 | 1973年1月4日  | 1973年5月9日 | 1976年5月25日 | [ 4 ] |
| 劉棫   | 1977年8月10日 |              | 1978年9月12日 | [ 4 ] |

## 協定
| 日期          | 簽署                                     | 備註     |
| ------------- | ---------------------------------------- | -------- |
| 1957年4月6日  | 《中華民國與黎巴嫩共和國間貿易協定》     |          |
| 1968年7月4日  | 《中華民國與黎巴嫩共和國間空運臨時協定》 | [ 註 1 ] |
| 1987年6月18日 | 《中華航空公司與地中海航空公司間協議》   |          |

## 簽證

持中華民國護照的中華民國國民簽證要求分布圖：入境黎巴嫩可以落地簽證。

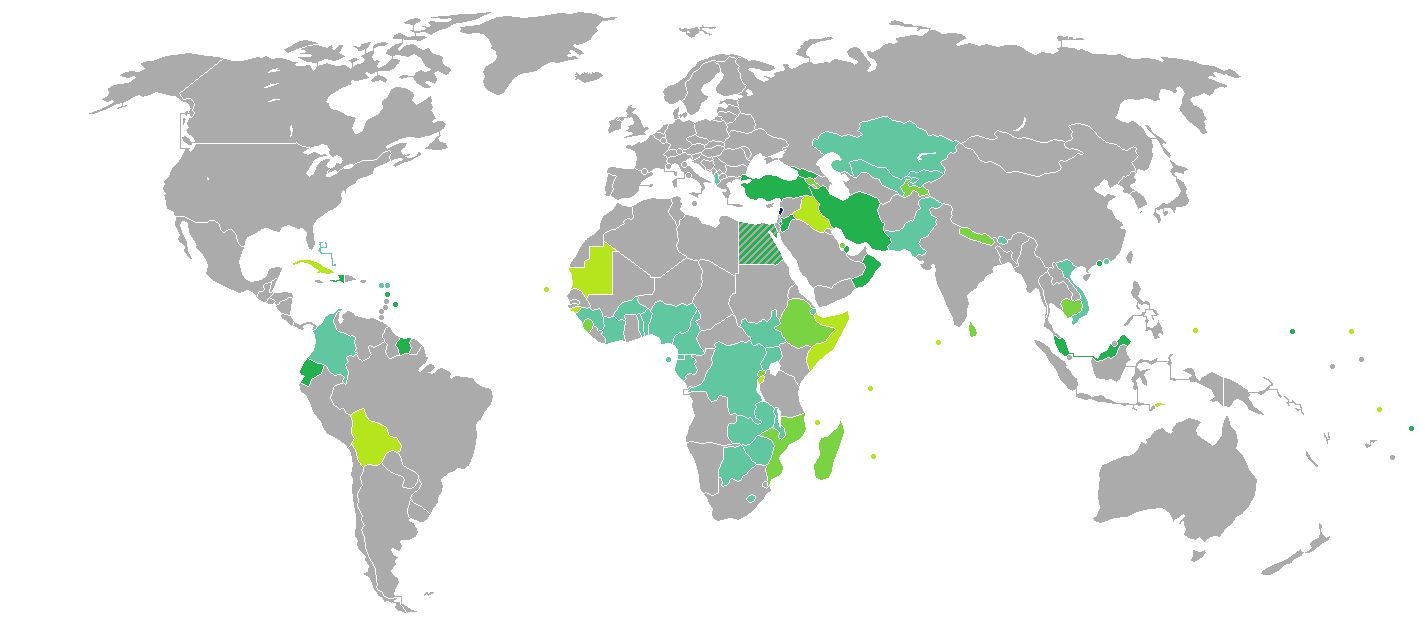
持黎巴嫩護照的黎巴嫩人口簽證要求分布圖：入境中華民國需要簽證。

兩國國民皆須申請簽證方可入境對方國家。持有中華民國護照的中華民國國民需透過黎巴嫩境內之親友、機構向該國國土安全局送件，在抵達貝魯特國際機場後，以預審制落地簽證方式入境。經黎巴嫩轉機，若持有第三國簽證及後段機票，無需申辦過境簽證。護照上有以色列簽證或入境章戳，黎巴嫩海關有權拒絕入境。
持有黎巴嫩護照的黎巴嫩國民抵台參加由中央政府機關主辦、協辦或贊助之國際會議、運動賽事、商展或其他活動，則可以電子簽證入境中華民國，停留最多30天並不得延期。

## 交通

### 航空

#### 客運
兩國無直航班機，可經由（不計航點遠近，截至2023年6月19日）：
- 台北→杜拜、伊斯坦堡、倫敦、巴黎、羅馬、米蘭、慕尼黑（季節性飛黎巴嫩）、法蘭克福、阿姆斯特丹，再轉機前往貝魯特國際機場。

## 外部連結
- 中華民國外交部－黎巴嫩共和國簡介 （页面存档备份，存于）
- 駐約旦臺北經濟文化辦事處
- 外交部領事事務局－國外旅遊警示分級表
- 中華民國衛生福利部－國際旅遊疫情建議等級
- 中華民國國際經濟合作協會 （页面存档备份，存于）